# Swell

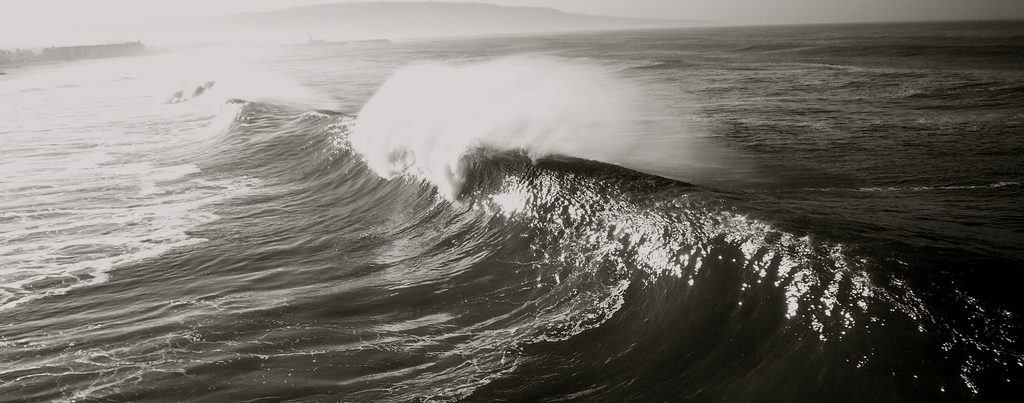
Exemplo de uma onda em Hermosa Beach, California

Para que se forme uma onda, é necessário que haja uma perturbação na superfície da água ou abaixo dela. Geralmente, as ondas são criadas pela ação do vento na superfície dos mares, lagos e oceanos. No caso do swell (palavra em inglês para "intumescência", de grande tamanho ou grande elevação) as ondas são formadas dentro de zonas de geração, região onde ocorre a formação de tempestades. Quando isso ocorre, a turbulência destas tempestades impulsiona a superfície criando grandes ondulações que se propagam e podem viajar por longas distâncias, aumentando de tamanho quando o mar vai ficando raso e formando grandes ondas ao chegarem na costa.